# Sparkassen-Hochhaus
Das Sparkassen-Hochhaus ist ein 62 m hohes Bürohochhaus in der Dortmunder City.
Es beherbergt auf rund 7.820 m², verteilt auf 17 Etagen, die Sparkasse Dortmund.
Mit dem Bau des Hochhauses wurde 1968 begonnen, fertig war es 1969. Nach einer Grundsanierung und Erweiterung 1999 wurde die Sparkassen-Kundenhalle vergrößert.
Es gehört mit dem IWO-Hochhaus und dem RWE Tower zur Dortmunder City-Skyline.
Koordinaten: 51° 30′ 56,4″ N, 7° 27′ 41″ O